# مثعبيات
مثعبيات أو عديمات الأرجل المثعبية (الاسم العلمي: Siphonopidae)، فصيلة من عديمات الأرجل. توجد في أمريكا الوسطى وأمريكا الجنوبية. هي مثل غيرها من عديمات الأرجل، تشبه بشكل سطحي الديدان أو الثعابين.